# 传递模塑
传递模塑是一种将铸造材料压入模具的制造工艺。传递模塑与压缩模塑不同在于其模具是封闭的 ，而不开放向填充柱塞，尺寸公差更大、环境影响更小。与注射模塑相比，传递模塑使用更高的压力来均匀填充模具型腔，使得较厚的增强纤维基体能够更完全地填充树脂。此外，与注射成型不同，传递模塑材料可以固体形式开始工艺过程，可降低成本、减小时间依赖性。转移工艺的填充速率可能比同等的注射成型工艺慢。

## 过程

图1：传递模塑基本流程

模具内表面可涂明胶。如果需要，可首先预装增强纤维基体或预成型件于模具中。传递模塑复合材料的纤维含量可高达 60%（体积比） 。填充材料可以是预热的固体或液体，装入一个称为锅中。冲头或柱塞将材料从中压入加热的模具腔中。如果原料最初是固体，则加压压力和模具温度會將其熔化。 可以使用標準模具，例如澆口通道、流門和頂針。 加熱的模具可確保流體保持液態以完成填充。 填充後，模具可以受控速率冷卻，以實現最佳的熱固性固化。

## 演变
业界在传递模塑类别中确定了多种工艺。每种方法之间存在重叠区域，并且可能没有明确定义之间的区别。

### 树脂传递模塑
1. Cope
2. Drag
3. Clamp
4. Mixing chamber
5. Fiber preform
6. Heated mold
7. Resin
8. Curative

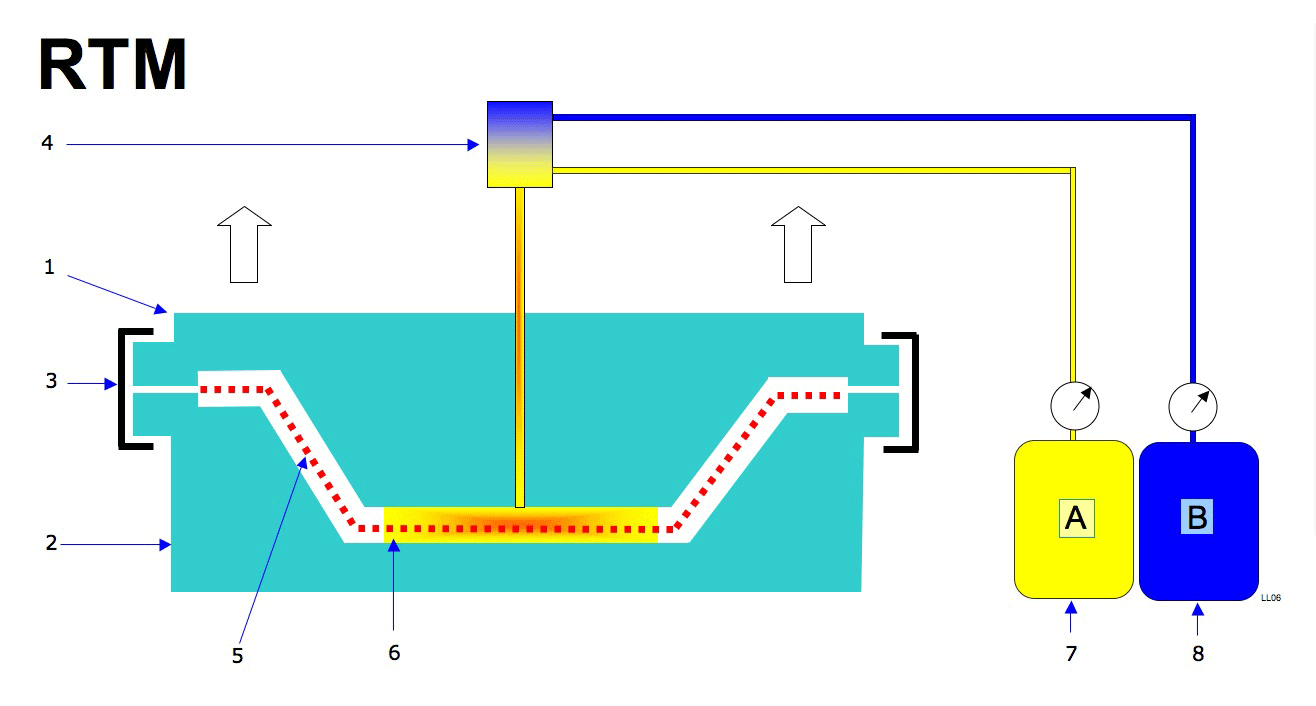
图 2：树脂传递模塑

树脂传递模塑（Resin transfer molding，RTM）使用液体的热固性树脂浸透放置在封閉模具中的纖維預製件。 此工藝用途廣泛，除了纖維預製件之外，還可以製造帶有嵌入物體的產品，例如泡沫芯或其他组件。 

### 真空辅助树脂传递模塑
真空輔助傳遞模塑（Vacuum assisted transfer molding，VARTM）使用纖維墊一側的部分真空來拉動樹脂以使其完全飽和。 VARTM使用較低的柱塞力，從而可以使用更便宜的設備進行成型。 真空可以使樹脂充分流動和、或固化而無需加熱。这种与温度无关的特性使得更厚的纤维预制件和更大的产品几何形状变得经济。VARTM可以生产比常规传递模塑孔隙率更低的零件，同时铸件强度成比例增加。

### 微传递模塑
微传递模塑也称为传递微模塑，是一种使用模具形成然后传递小至 30 nm结构到薄膜和微电路上的工艺。与正常规模的传递模塑不同，微成型可以并且可用于金属和非金属。 

## 缺陷
在商業生產任何類型的材料時，限制缺陷是關鍵。 傳遞模塑也不例外。 例如，傳遞模塑部件中的空隙會顯著降低強度和模量。當纖維在尖角周圍使用時，也可能有缺陷。 樹脂流可以在這些角的外側形成富含樹脂的區域。
压力分布
傳遞模塑最終產品中產生空隙的因素有很多。 一是被壓入模具的材料之間的壓力分佈不均勻。 在這種情況下，材料會自行折疊並產生空隙。 另一個是預先壓入模具的樹脂有空隙。 限制這些模具的方法包括在高壓下壓入樹脂，保持纖維分佈均勻，以及使用適當脫氣的高品質基礎樹脂。
尖角

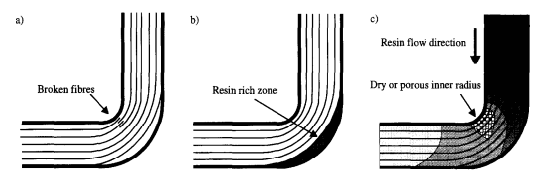
图 3：尖角在传递成型中产生空隙

尖角是所有基於模具的製造（包括鑄造）都會遇到的問題。 特別是在傳遞模塑中，角落可能會破壞模具中放置的纖維，並可能在角落內側產生空隙。 這種效果如圖3所示。 這些設計中的限制因素是內角半徑。此內半徑限制根據樹脂和纖維的選擇而變化，但經驗法則是半徑為層壓板厚度的3~5倍。

## 材料
最常用於傳遞模塑的材料是熱固性聚合物。 這種類型的聚合物易於成型和操作，固化後會硬化成永久形式。對於簡單的同質性傳遞模塑零件，該零件只是由這種塑膠基材製成。 另一方面，樹脂傳遞模塑允許透過將纖維放置在模具內並隨後注入熱固性聚合物來製造複合材料。
在傳遞模塑中可能會出現被稱為空隙和乾燥樹脂（在樹脂傳遞模塑的情況下）的缺陷，並且通常會因高黏度材料而加劇。 這是因為流過薄模具的高黏度塑膠可能會錯過整個空出的區域，從而留下氣穴。 當纖維存在時留下氣穴，就會形成一個「乾燥」區域，從而防止負載通過乾燥區域的纖維傳遞。
用於塑膠的材料通常是聚氨酯或環氧樹脂。 這兩種材料在固化前都是柔軟且有延展性的，在凝固後變得更硬。 用於纖維的材料多種多樣，但常見的選擇是碳纖維或凱夫拉纖維，以及有機纖維，例如大麻。